# Noniusz Álvares Pereira
 Św. Noniusz (Nuno) Álvares Pereira OCarm. (ur. 24 czerwca 1360 w Flor da Rosa koło Serty, zm. 1 kwietnia 1431 w Lizbonie) – rycerz portugalski, polityk i dowódca wojskowy, współtwórca niepodległości Portugalii, święty Kościoła katolickiego, karmelita.
Był potomkiem znanego rodu rycerskiego. W wieku 13 lat został królewskim dworzaninem, a 4 lata później ożenił się. Nie uczestniczył w zamachu stanu w Lizbonie, ale poparł zamachowców, na czele których stał wielki mistrz zakonu Avis, późniejszy król Portugalii i protektor Nuna, Jan. Jako dowódca wojskowy Nuno pobił siły kastylijskie m.in. pod Atoleiros i zdobył twierdzę Portel. Jako zwolennik Jana przyczynił się w głównej mierze do wybrania Jana I na króla Portugalii. Mianowany wodzem naczelnym i konetablem królestwa i dowodząc wspólnie z królem wojskami portugalskimi zadał siłom Jana I Kastylijskiego decydującą klęskę pod Aljubarrota we wrześniu 1385 i nieco później, w październiku, pod Valverde. W 1415 dowodził wyprawą do Ceuty, która zapoczątkowała portugalską ekspansję na kontynent afrykański.
W 1423, po śmierci żony, Nuno porzucił życie świeckie i wstąpił do zakonu karmelitów w ufundowanym przez siebie klasztorze. W klasztorze poświęcił się modlitwie i czynom miłosierdzia. Szczególną troską otaczał osierocone dzieci. Był także wielkim propagatorem kultu maryjnego. Zmarł w klasztorze w opinii świętości.
23 stycznia 1918 beatyfikowany przez papieża Benedykta XV jako wzór dla walczących w I wojnie światowej, by nie zapominali o chrześcijańskiej miłości bliźniego i dążyli do sprawiedliwego pokoju.
Proces kanonizacyjny autoryzował już w 1940 Pius XII, zakończył się on 3 lipca 2008. Został ogłoszony świętym na placu św. Piotra, 26 kwietnia 2009 o godz. 10 przez papieża Benedykta XVI.